# Ali Afif
Ali Afif (en árabe: علي حسن عفيف يحيى‎; Doha, Catar; 20 de enero de 1988) es un futbolista de Catar que juega en la posición de defensa y que actualmente milita en el Al-Duhail SC de la Liga de fútbol de Catar.

## Carrera

### Club
| Periodo   | Club                   | Apariciones | Goles |
| --------- | ---------------------- | ----------- | ----- |
| 2004–2012 | Al Sadd SC             | 101         | 28    |
| 2012      | → Lekhwiya SC (cedido) | 4           | 2     |
| 2012–2017 | Lekhwiya SC            | 90          | 17    |
| 2017–     | Al-Duhail SC           | 71          | 3     |

### Selección nacional
Debutó en 2006 con Qatar, ha jugado en tres ediciones de la Copa Asiática y en la Copa América 2019.

## Logros

### Club
- Qatar Stars League: 2003–04, 2005–06, 2006–07, 2011–12, 2013–14, 2014–15, 2016–17, 2017–18
- Qatar Emir Cup: 2005, 2007, 2016, 2018, 2019
- Qatar Cup: 2006, 2007, 2008
- Qatari Sheikh Jassim Cup: 2006, 2015, 2016
- Qatari Stars Cup: 2010
- AFC Champions League: 2011

### Selección nacional
- AFC Asian Cup: 2019